# Warnemünder Woche
Die Warnemünder Woche ist eine internationale Segelveranstaltung und Volksfest im Rostocker Ostseebad Warnemünde. Die in der ersten vollen Juliwoche stattfindende neuntägige Regatta wird vor der Küste Warnemündes auf der Mecklenburger Bucht der Ostsee ausgetragen und zählt jährlich etwa 2.000 Segler aus bis zu 48 Nationen (im Jahr 2019). Damit ist sie nach der Kieler Woche und der Travemünder Woche die drittgrößte Regattaveranstaltung in Deutschland. Daneben ist die Warnemünder Woche auch kulturell eine Großveranstaltung, mit zahlreichen Konzerten und einem umfangreichen Rahmenprogramm.
Die Warnemünder Woche ist nicht mit der maritimen Großveranstaltung Hanse Sail identisch, obwohl diese ebenfalls in Warnemünde und auf der nahegelegenen Ostsee stattfindet. Bei der Hanse Sail geht es im Wesentlichen darum, Groß- und Traditionssegler aus aller Welt zu präsentieren.

## Geschichte
Ein Jahr nach der Gründung des Warnemünder Segel-Club e. V. (WSC) fanden im Jahre 1926 erstmals Verbands- und Ausgleichsfahrten vor Warnemünde statt; der WSC war dabei für die Dreiecksbahn vor Warnemünde am 11. Juli und für die Mecklenburgische Bäderwettfahrt am 14. Juli 1926 zuständig. Sie war gedacht als Zubringerregatta von der Kieler Woche zur Pommernwoche. Mit einer Teilnahme von insgesamt 47 Yachten ging diese Regatta als erste Warnemünder Woche in die Geschichte ein.
Nachdem die Warnemünder Woche in den ersten Jahren viele Besucher anzog und Begeisterung auslöste, erlitt der Segelsport mit der Machtübernahme der Nationalsozialisten 1933 einen hohen Qualitätsverlust. Während die erwachsenen Mitglieder angehalten wurden, der Marine-SA beizutreten und die Jugendlichen in die Marine-HJ eingegliedert wurden, wurden Mitglieder nicht-arischer Abstammung aus den Vereinen gedrängt. Die vorerst letzte Warnemünder Woche fand 1939 statt. Minen in der Mecklenburger Bucht und ein Auslaufverbot für Warnemünder Yachten im Zweiten Weltkrieg machten das Segeln auf der Ostsee unmöglich. Im Jahr 1940 fand ersatzweise die „Warnemünder Wettfahrtreihe“ auf dem Breitling, der Unterwarnow und dem Rostocker Hafen statt. Es nahmen über 100 Boote teil.
Die erste Warnemünder Woche nach dem Krieg fand im Jahr 1951 statt. In der DDR hieß die Veranstaltung Ostseewoche bzw. Internationale Ostsee-Regatta, und neben den Regatten fanden auch Gewerkschaftsveranstaltungen statt. Die Veranstaltung gewann in dieser Zeit wieder mehr an Bedeutung. 1956 gab es mit fünf polnischen Seekreuzern zudem erstmals internationale Beteiligung. Neben den Regatten entwickelte sich auch das gesellschaftliche Leben drumherum. So gab es bis 1989 einen festlichen Begrüßungsabend und einen Regatta-Abschlussball.
Trotz der strikten Bedingungen beim Seesegeln in der DDR konnten die Seekurse erhalten bleiben und teilweise sogar erweitert werden. Die Teilnehmer hielten sich an eine Art ungeschriebenen Ehrenkodex, um sich und den anderen Teilnehmern die Möglichkeiten des Segelns auf dem größer angelegten Segelgebiet nicht zu verbauen. So wurde die Ostseewoche bzw. Internationale Ostsee-Regatta in 40 Jahren nur zweimal  zur Flucht aus der DDR genutzt.
Nach der Wende in der DDR 1989/90 entwickelte sich die nun wieder in Warnemünder Woche umbenannte Veranstaltung zu einer internationalen Segelregattaserie. Die Ausfalljahre wurden weitergezählt, und zur 54. Warnemünder Woche im Jahr 1991 wurde die Bootsmesse Hanseboot als neuer Hauptsponsor vorgestellt. In den nun folgenden Jahren wurden internationale Meisterschaften in verschiedenen Bootsklassen ausgetragen, und die Teilnehmerzahl stieg von Jahr zu Jahr. 1993 wurden 1000 Segler in 600 Booten aus 22 Nationen gezählt. Zehn Jahre später, zum Zeitpunkt der Olympiabewerbung von Leipzig und Rostock/Warnemünde für die Olympischen Sommerspiele 2012, nahmen 2300 Teilnehmer in 950 Booten aus 29 Nationen an der Warnemünder Woche teil.
2019 hatte die Warnemünder Woche 650.000 Besucher, ca. 100.000 weniger als im Rekordsommer 2013. Allerdings sei es, so Ulrike Döring, Leiterin der Warnemünder Woche, wichtiger, die Qualität der Wettbewerbe und des Rahmenprogramms zu erhöhen als die Zahl der Besucher und der teilnehmenden Sportler. Nach Ansicht des Sportdirektors Peter Ramcke hat die Reduzierung der Sportlerzahl von 1.800 im Jahr 2018 auf 1.400 im Jahr 2019 eine positiv zu bewertende Straffung des Programms bewirkt. 2019 wurden 564 Boote zu Wasser gelassen, darunter 110 Raceboards. Austragungsort einer Weltmeisterschaft im Windsurfen war Warnemünde 2019 erstmals seit 2009 wieder. Die Teilnehmenden der Segel- und Windsurf-Wettbewerbe kamen aus 38 Nationen. Die 285 ausländischen Segler nahmen in 240 Booten an den Wettbewerben teil.

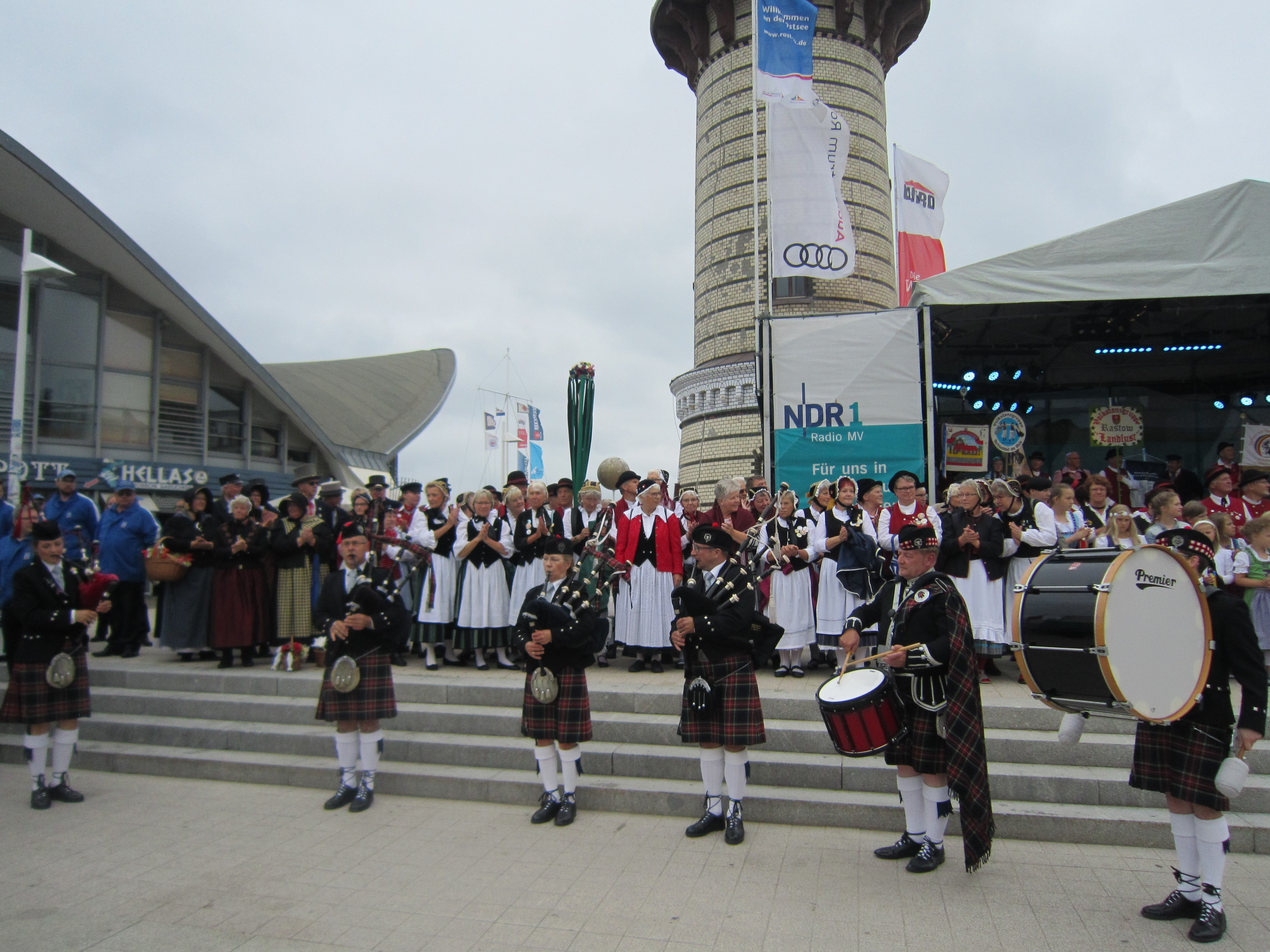
Vortrag von Sackpfeifenmusik während der Warnemünder Woche 2019

Ein kulturelles Highlight der 82. Warnemünder Woche war der Auftritt von Anna Kummerlöw, der Weltmeisterin (2017) im Sackpfeifenspiel, und ihrer Begleitband, des „Clans MacLanborough Pipes & Drums“, während des Treffens der Trachtengruppen.
Die 83. Warnemünder Woche hätte vom 4. bis 12. Juli 2020 stattfinden sollen, wurde jedoch aufgrund der COVID-19-Pandemie nicht durchgeführt und auf 2021 verschoben.

## Veranstalter
Vorbereitet und organisiert werden die Regatten vom Hauptveranstalter Warnemünder Segel-Club sowie den Mitveranstaltern und Unterstützern Berliner Yacht-Club, Hamburger Segel-Club, Joersfelder Segel-Club, Schweriner Segler-Verein, Segler-Verein Stössensee, Yachtclub Berlin-Grünau, Kuttersegelclub Warnemünde, Wassersport-Verein-Güstrow 1928 und dem Wassersport Verein Aumund. Die Veranstaltungen an Land organisieren der Gemeinnützige Verein für Warnemünde und die Kongress- und Veranstaltungs-Service GmbH Rostock.

## Segelregatten
Vom 7. bis 15. Juli 2012 fand die 75. Warnemünder Woche statt. Zu den sportlichen Höhepunkten gehörten der Laser Europa Cup, bei dem 250 internationale Laser-Segler mit ihrer olympischen Einhandjolle Regatten auf der Ostsee austrugen, die Internationale Deutsche Meisterschaft der OK-Jollen und der Katamaranklasse Hobie 16, sowie die German Open der Soling und der Katamaranklasse Hobie 14. Des Weiteren fanden zum zweiten Mal nach 2011 die Wettfahrten der paralympischen Bootsklasse 2.4mR statt. Auch vier Hochseeregatten gehörten zu der Segelveranstaltung. An der Mecklenburgischen Bäderregatta, der 2 Up & Down, dem Warnemünde-Cup, sowie an der Langstreckenregatta Hanseboot Rund Bornholm nahmen 750 Dickschiffe teil. Premiere bei der 75. Warnemünder Woche hatte das Kuttersegeln.
Die 76. Warnemünder Woche fand vom 6. bis 14. Juli 2013 statt. Zu den sportlichen Höhepunkten gehörten die Internationale Deutsche Meisterschaft (IDM) Inshore & Offshore, der Laser Europa Cup und der Europa Cup in der Bootsklasse Skippi 650, die Nordische Meisterschaft der J/80 sowie die German Open der Platu 25. 2013 fand wieder die Wettfahrt der paralympischen Bootsklasse 2.4mR statt. Auch vier Hochseeregatten gehörten 2013 zu der Segelveranstaltung: die Mecklenburgische Bäderregatta, der 2 Up & Down, der Warnemünder-Cup und die Langstreckenregatta Hanseboot Rund Bornholm.
Ranglisten wurden 2013 in folgenden Bootsklassen ausgetragen: BIC Techno, Raceboard, RS:X, Ixylon, 420er Jolle, Streamline, Finn, OK-Jolle, H-Boot, J/24, 505er, 29er, Kutter ZK10, Korsar, Pirat, A-Cat und Formula 18. Ein weiteres Highlight ist die Kitesurf-Trophy (Meisterschaftsserie) vom 11. bis 14. Juli 2013.

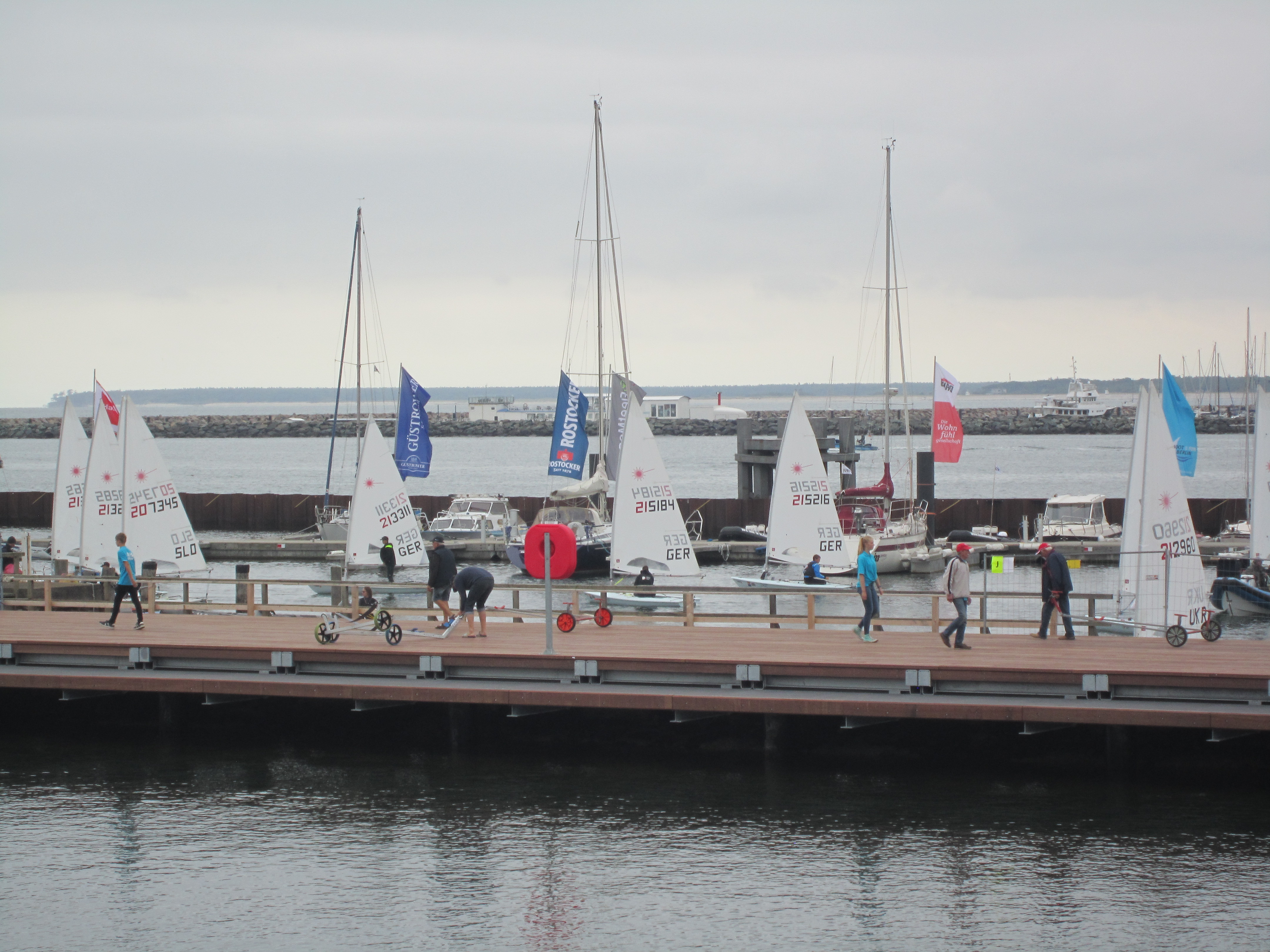
Vorbereitung auf die letzte Regatta des Laser Europa Cup am 14. Juli 2019

Die 82. Warnemünder Woche fand vom 6. bis 14. Juli 2019 statt. Zu den Segelwettbewerben zählten:
- die „Raceboard World Championship“ für Windsurfer[8]
- die Seeregatta Warnemünde – Kühlungsborn – Heiligendamm – Warnemünde
- die Langstreckenregatta „Rund Bornholm“. Die Segelyacht „OSPA“, der ehemalige Volvo Ocean 60 „SEB“, stellte einen neuen Streckenrekord für die circa 270 Seemeilen auf (24 Stunden, 54 Minuten, 23 Sekunden).[9]
- der Laser Europa Cup.[10]

## Rahmenprogramm

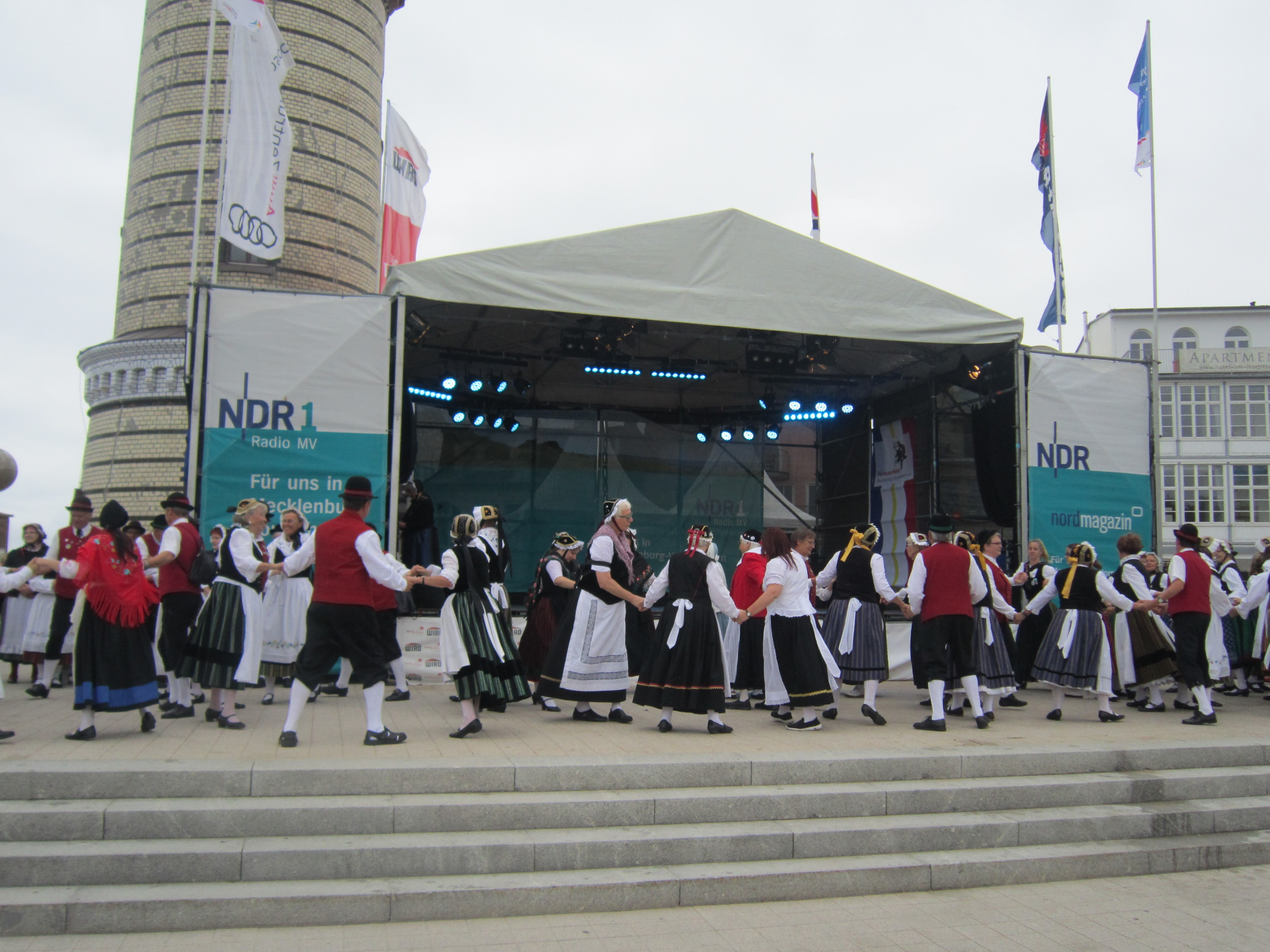
Gemeinsamer Tanz aller Trachtengruppen nach dem Trachtenumzug 2019

Im Wasser wird traditionell zur Warnemünder Woche das Drachenbootrennen durchgeführt.
An Land wird die Warnemünder Woche seit 2001 durch den Niegen Ümgang durch Warnemünde eröffnet, einen bunten Umzug in historischen Kostümen. Am Abschlusstag findet seit 2002 ein Trachtenumzug statt, bei dem Trachtengruppen aus ganz Mecklenburg und Vorpommern sich dem Publikum präsentieren. Weiterhin finden Sport auf Sandplätzen, in der sogenannten SportBeachArena, Beachpartys sowie Unterhaltung zu Füßen des Leuchtturms, am Alten Strom und am Strand statt.
2019 wurden an Land geboten:
- der 18. Niege Ümgang,
- das Festliche Eröffnungskonzert mit klassischer und Instrumentalmusik,
- die 25. Beachhandballtage mit 24 Damen- und 24 Herrenteams,
- das 6. Strand-Lacrosse-Turnier „LAX at the Beach“ (eine Art Hockeyspiel auf Sand),
- das 21. Shanty-Treffen mit Chören aus den nördlichen Bundesländern,
- der 6. AHOI Beachkubb (Wikingerschach als sandige Variante),
- das 19. Warnemünder Trachtentreffen.